# Libreflix

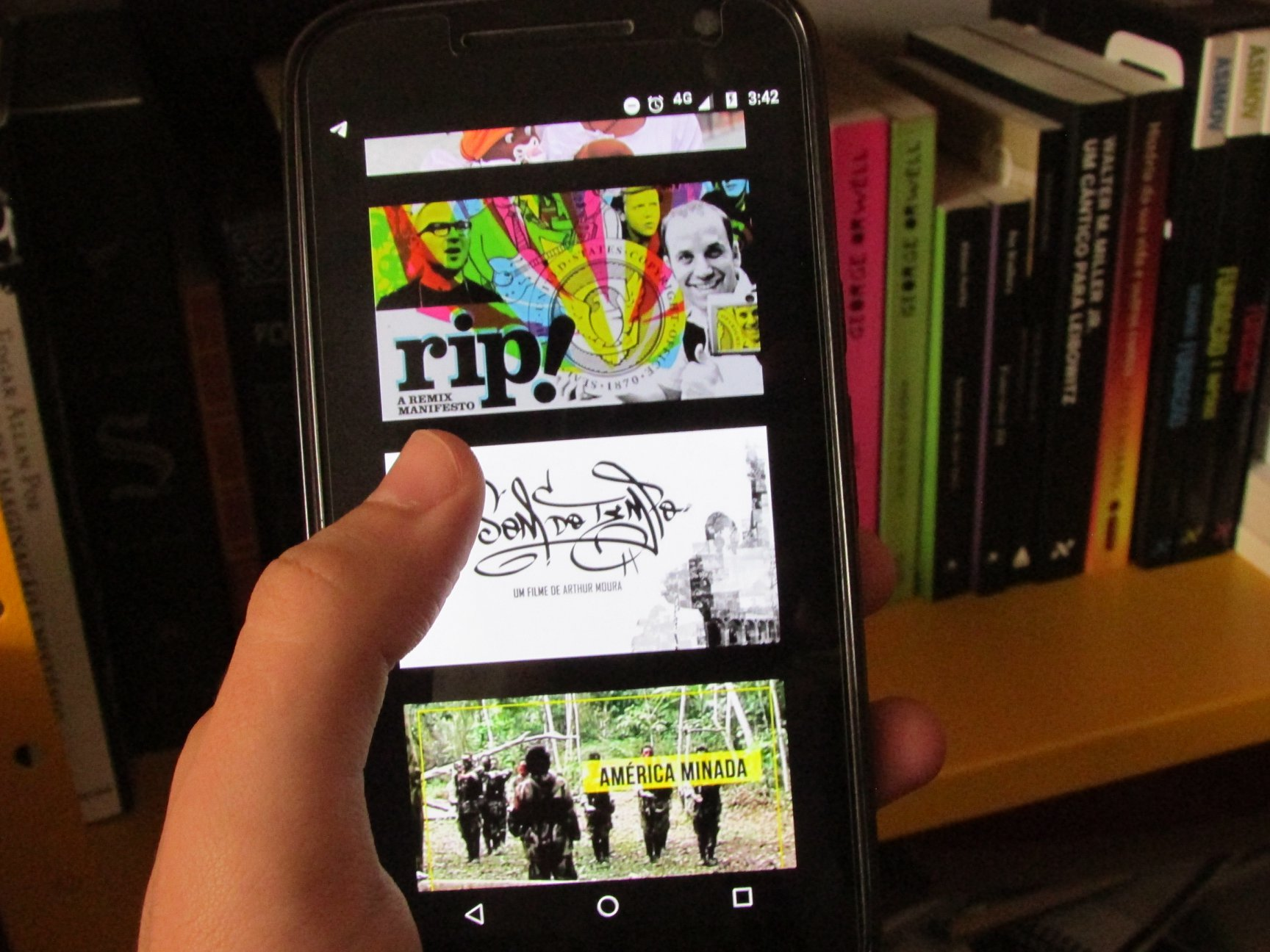
Libreflix no celular.

O Libreflix é um serviço online gratuito e independente que oferece acesso a produções audiovisuais com licenças de distribuição permissivas através de streaming. A plataforma é aberta e seu desenvolvimento é feito de forma colaborativa e tem seu código-aberto, seguindo a filosofia do software livre.

## História
O serviço entrou oficialmente ao ar no dia 11 de agosto de 2017 e pode ser acessado pelo sítio oficial ou por aplicativos para os sistemas Windows e Android.
Embora o serviço não exija cadastro para ser acessado, em abril de 2018 a plataforma contava com 14 mil usuários registrados. O cadastro é obrigatório para o envio de sugestões de filmes.
O Libreflix, inicialmente projetado e desenvolvido pelo hacktivista brasileiro Guilmour Rossi, é escrito em Node.js e licenciado sob a licença GNU Affero General Public License. O desenvolvimento é feito usando versionamento git atráves de um respositório público.
Em julho de 2018 o serviço foi apresentado no 18º Fórum Internacional Software Livre.

## Acervo
O catálogo do serviço conta com longas, curtas-metragens e séries, sejam ficcionais ou não. Em uma apresentação em julho de 2018, o serviço listava mais de 250 obras cadastradas no acervo, onde 75% do catálogo era de obras não-ficcionais. Por localidade, 62% do conteúdo era produzido no Brasil, 8% no restante da América Latina. Obras estadunidenses e europeias representavam 17% e 8% do catálogo respectivamente. Quanto à duração do conteúdo, 40% era composto de longas-metragens.